# GSC4016-120
GSC4016-120 — хімічно пекулярна зоря спектрального класу B8, що має видиму зоряну величину в
смузі V приблизно 10.5.